# Бровко, Никита Дмитриевич
Никита Дмитриевич Бровко (род. 9 февраля 1990, Железнодорожный, Московская область) — мастер спорта России международного класса по танцевальному спорту, многократный победитель первенств России и мира по танцевальному спорту.

## Биография
Родился в городе Железнодорожный Московской области. Танцевать начал с 1995 г. в СДЮСШОР «Фиеста». Первыми и единственными тренерами стали родители — Елена Юрьевна и Дмитрий Валерьевич.

## Достижения
- Мастер спорта России международного класса по танцевальному спорту,
- многократный победитель Первенств России,
- пятикратный победитель первенств Мира,
- серебряный призёр первенства Европы,
- победитель и призёр международных соревнований в России, Италии, Германии, Дании, Англии, Болгарии, Австрии,
- лауреат премий за достижения в танцевальном спорте «Экзерсиз»,
- лауреат премий «Спортивная элита Нижневартовска»,
- лауреат премий «Спортивная элита Ханты-Мансийского автономного округа-Югры»,
- обладатель почётной звезды на стеле «Звезды Нижневартовского спорта».